# Frederico Nascimento
Frederico Nascimento (Setúbal, 18 de Dezembro de 1852 — 12 de Junho de 1924) foi um violoncelista e professor de harmonia português.

## Biografia
Frederico Nascimento, cujo nome consta em documentos oficiais brasileiros como Frederico do Nascimento, filho de António do Nascimento e Oliveira, organista da Igreja de S. Julião, em Setúbal, e de Olímpia da Cruz Forte, iniciou os seus estudos musicais com o Prof. Sérgio da Silva, tendo-se aperfeiçoado no violoncelo com o maestro Guilherme Cossoul. Deu o seu primeiro concerto de violoncelo em Lisboa.
Após várias digressões artísticas na América do Sul (Brasil, em 1877 e 1880, e Argentina), fixou-se no Brasil, onde se casou em 1884, no Rio Grande do Sul. Considerado um violoncelista notável, em 1889 foi nomeado professor de violoncelo do Instituto Nacional de Música e, mais tarde, de Harmonia, área a que se dedicou abandonando o ensino do violoncelo. Neste Instituto, teria sido professor de Harmonia, entre outros, de Heitor Villa-Lobos, que consta como tendo ingressado na instituição em 1907.
Foi o inventor de um instrumento destinado a medir a altura dos sons e a estabelecer a diferença entre a escala de Pitágoras e a escala temperada.